# David Hillier
David Hillier (ur. 19 grudnia 1969) – angielski trener i piłkarz występujący na pozycji pomocnika. Jest wychowankiem Arsenalu. Od czasu, gdy zakończył karierę jest trenerem klubu Oldland Abbotonians.